# Sukkar banat
Sukkar banat (no alfabeto árabe سكر بنات; br: Caramelo, título internacional Caramel) é um filme do Líbano lançado em 20 de março de 2007 no Festival de Cannes. É o primeiro filme dirigido pela atriz Nadine Labaki.
O título refere-se a um método de depilação comum no Oriente Médio que consiste em aquecer açúcar, água e suco de limão. Labaki também insinua simbolicamente a "ideia de doce, salgado e amargo" e que as relações quotidianas podem ser problemáticas, mas que ao fim o sentimento de irmandade compartilhado pelas personagens centrais prevalece.

## Sinopse
Layal (interpretada por Nadine Labaki) trabalha num salão de beleza em Beirute junto com duas outras mulheres. Cada uma delas tem um problema: Layal tem um relacionamento com um homem casado, Nisrine (Yasmine Al Masri), que não é mais virgem, vai se casar brevemento, Rima (Joanna Moukarzel) sente atração por garotas. Jamale (Gisèle Aouad), uma cliente assídua, está preocupada com o envelhecimento. Rose (Sihame Haddad), uma costureira cuja oficina localiza-se ao lado do salão, é uma velha senhora que dedica sua vida para cuidar da irmã mais velha Lili (Aziza Semaan), e encontrou seu primeiro amor.
O filme não faz referências aos problemas políticos do Líbano, Labaki foca seu enredo nos problemas do dia-a-dia.